# 15622 Westrich
15622 Westrich è un asteroide della fascia principale. Scoperto nel 2000, presenta un'orbita caratterizzata da un semiasse maggiore pari a 2,2548335 UA e da un'eccentricità di 0,0630902, inclinata di 3,68755° rispetto all'eclittica.